# Buwełno
Buwełno (deutsch Buwelno, 1938–1945 Vorwerk Ublick) ist ein kleiner Ort in der polnischen Woiwodschaft Ermland-Masuren, der zur Gmina Orzysz (Stadt- und Landgemeinde Arys) im Powiat Piski (Kreis Johannisburg) gehört.

## Geographische Lage
Der Weiler (polnisch Osada) Buwełno liegt am Ostufer des Jezioro Buwełno (1929–1945 Martinshagener See, Buwelno) in der östlichen Woiwodschaft Ermland-Masuren, 28 Kilometer nördlich der Kreisstadt Pisz (deutsch Johannisburg).

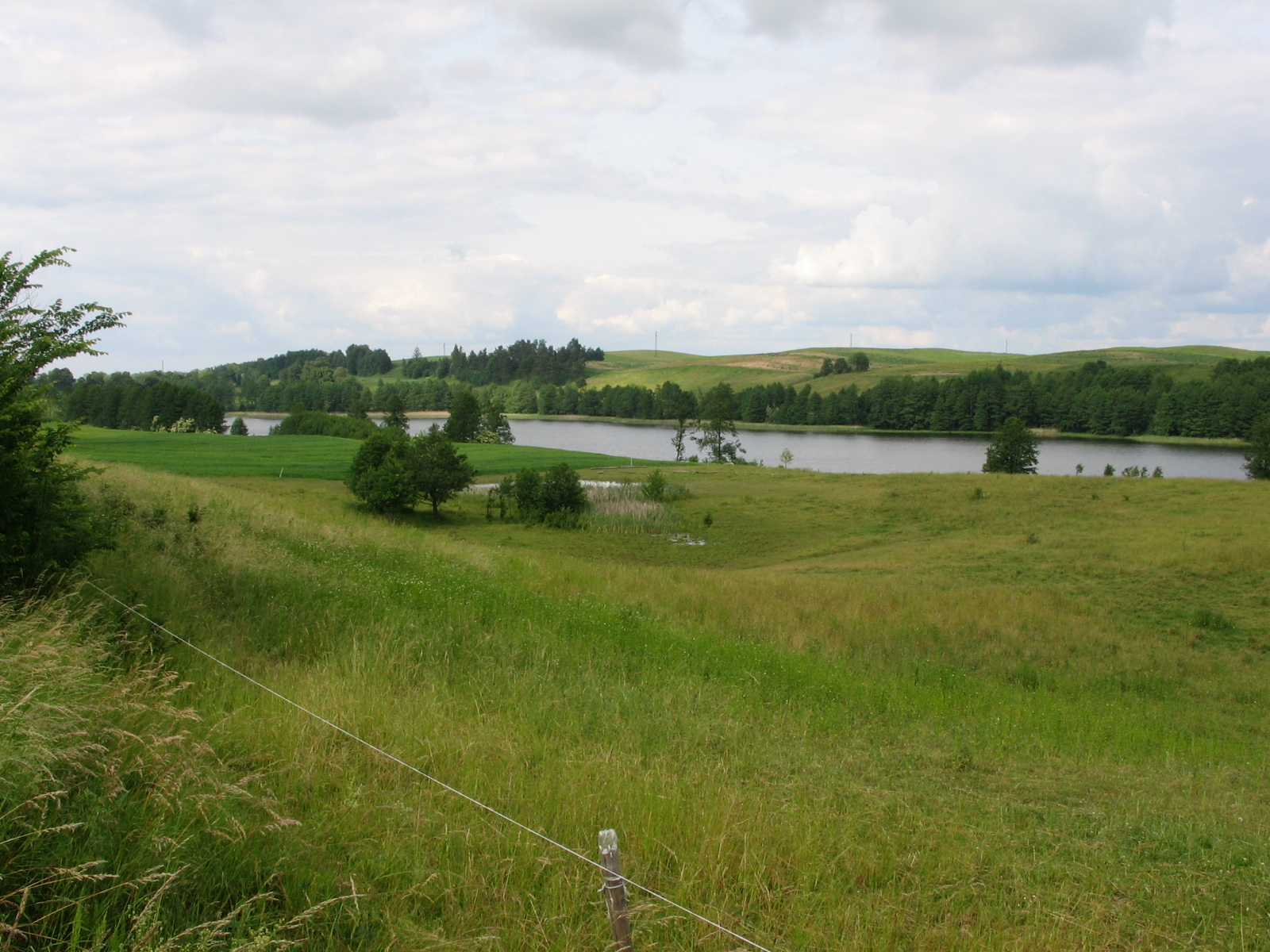
Blick auf den Jezioro Buwełno (Buwelno-See / Martinshagener See)

## Geschichte
Buwellnen wurde 1553 gegründet. Nach 1785 Buwelno genannt, war der kleine Ort ein Vorwerk der Landgemeinde Czierspienten (1905–1945 Seehöhe, polnisch Cierzpięty) und mit seiner Muttergemeinde in der Geschichte verbunden. Am 3. Juni (amtlich bestätigt am 16. Juli) 1938 wurde Buwelno aus politisch-ideologischen Gründen der Abwehr fremdländisch klingender Ortsnamen in Vorwerk Ublick umbenannt.
In Kriegsfolge kam der Ort 1945 mit dem gesamten südlichen Ostpreußen zu Polen und erhielt die polnische Namensform Buwełno. Heute ist er in die Stadt- und Landgemeinde Orzysz (Arys) im Powiat Piski (Kreis Johannisburg) eingegliedert, bis 1998 der Woiwodschaft Suwałki, seither der Woiwodschaft Ermland-Masuren zugehörig.

## Religionen
Bis 1945 war Buwelno oder Vorwerk Ublick in die evangelische Kirche Arys in der Kirchenprovinz Ostpreußen der Evangelischen Kirche der Altpreußischen Union sowie in die römisch-katholische Kirche Johannisburg (polnisch Pisz) im Bistum Ermland eingepfarrt.
Heute gehört Buwełno katholischerseits zur Pfarrei in Orzysz im Bistum Ełk der Römisch-katholischen Kirche in Polen. Die evangelischen Einwohner orientieren sich zur Kirche in der Kreisstadt Pisz in der Diözese Masuren der Evangelisch-Augsburgischen Kirche in Polen.

## Verkehr
Buwełno liegt westlich der Landesstraße 63 und ist von ihr über die Nebenstraße 1698N über Ublik (Ublick) zu erreichen, die zuletzt allerdings nur noch als Landweg ausgebaut ist und in Cierzpięty (Czierspienten, 1905–1945 Seehöhe) endet.
Eine Bahnanbindung besteht nicht.